# ヒューマントラストフロンティア
株式会社ヒューマントラストフロンティア（英社名：HUMANTRUST FRONTIER Co., Ltd.）は、東京都千代田区に本社を置く株式会社ヒューマントラストの障害者雇用特例子会社である。
なお同社グループの中核企業であるヒューマントラスト社は、2013年2月に同社社長の阪本美貴子が第2次安倍内閣で厚生労働省政務官を務める丸川珠代と日本経済新聞の紙上で行った広告対談記事が政治問題となった。それに関連し、ウィキペディア日本語版でヒューマントラスト社が自社関連の記事を編集していた事が明らかとなり、ウィキペディアのルール違反と指摘された。本項目においても、2010年1月6日の編集が同社内から行われていた事が確認された。詳細は「ヒューマントラスト」を参照。

## グループ会社
- ヒューマントラストホールディングス(持株会社)
- ヒューマントラスト
- ネオトラスト
- フュージョンアイ
- マン・フライデー